# 高群书
高群书（1966年—），中国大陆导演，毕业于河北大学新闻系。高群书擅长执导警匪类的电视剧。

## 简介
曾在石家庄市电视台工作，后执导电视剧。
2005年开始拍摄首部电影《东京审判》。2009年与台湾导演陈国富联合执导的电影《风声》，在票房上获得成功。
2012年电影《神探亨特张》获得第15届上海电影节最佳导演奖，以及第49届金马奖最佳剧情片、最佳摄影和最佳剪辑，2013年，再以此片獲第13屆華語電影傳媒大獎最佳導演。

## 影视作品

### 电视剧
- 监制
  - 2013年，《我们的生活比蜜甜》
  - 2014年，《新閨蜜時代》
  - 2021年，《也平凡》

- 执行监制
  - 2007年，《决不饶恕》

- 导演
  - 《金豌豆》(上下集)
  - 《冷锋》(又名：反黑组)
  - 《从爱情开始》
  - 2000年，《命案十三宗》
  - 2003年，《征服》
  - 2004年，《蜕变》(又名：1.2亿)
  - 2004年，《权利场》(又名：角力)
  - 2016年，《父亲的身份》
  - 2024年，《猎冰》(网络剧)
  - 2025年，《刑警的日子》
  - 待播 ，《国家行动》
- 演員
  - 2013年，《龙门镖局》九叔(客串)
  - 2016年，《父亲的身份》陈雪明
  - 2020年，《欢喜猎人》(客串)

### 电影
- 导演
  - 2006年 《东京审判》
  - 2008年 《千钧。一发》
  - 2009年 《风声》(联合导演，合作导演：陈国富)
  - 2010年 《西风烈》
  - 2012年 《神探亨特张》
  - 2013年 《一场风花雪月的事》
  - 2016年 《过年好》[3]
  - 2016年 《奔爱》（单元电影）
  - 2023年 《刀尖》
  - 2025年 《生还》
- 编剧
  - 2010年 《西风烈》
  - 2012年 《神探亨特张》

## 獎項
- 2006年，长春电影节评委会特别奖(《东京审判》)
- 2007年，第12届中国电影华表奖(《东京审判》)
- 2011年，第15届上海电影节最佳导演[4](《神探亨特张》)
- 2012年，第49届金马奖最佳剧情片(《神探亨特张》)
- 2013年，第十三届华语电影传媒大奖最佳导演(《神探亨特张》)